# Herman Suselbeek
Herman Johan Suselbeek, född 27 november 1943 i Silvolde, är en nederländsk före detta roddare.
Suselbeek blev olympisk silvermedaljör i tvåa med styrman vid sommarspelen 1968 i Mexico City.